# 10 Hudson Yards
10 Hudson Yards (también conocido como South Tower o Tower C) es un edificio de oficinas completado en 2016 en West Side, Manhattan, Nueva York. Se sitúa cerca de los siguientes distritos: Hell's Kitchen, Chelsea y Penn Station. El edificio forma parte del proyecto de desarrollo urbanístico Hudson Yards, un plan para reurbanizar West Side Yard de la Metropolitan Transportation Authority. Debido a que el inquilino principal será Coach, Inc., conocida por sus bolsos de lujo, la torre es a menudo denominada Coach Tower de manera informal, pero este nombre no es empleado en ningún documento oficial.

## Historia

### Construcción
El Hudson Yards, concebido a través del plan urbanístico de los arquitectos Kohn Pedersen Fox Associates, consiste en 16 rascacielos que juntos sumarán 1 179 900 m² de nuevos espacios para oficinas, apartamentos y comercios. Se compone de 557 400 m² de superficie para oficinas, un centro comercial de 69 700 m² con dos plantas de restaurantes, cafeterías, mercados y bares, un hotel, un centro cultural, unas 5000 residencias, una escuela de 750 plazas y 5,6 ha de espacio público abierto. Se espera que 10 Hudson Yards, el primer edificio construido en el lugar, atraiga visitantes a la zona.
La primera piedra del edificio fue puesta el 4 de diciembre de 2012, y se inauguró en 2016. El complejo se finalizó en 2019 Las obras de cimentación tuvieron lugar durante la primera mitad de 2013 y la estructura de la torre empezó a alzarse en agosto de 2013. Durante las obras de excavación, se han extraído aproximadamente 53 000 m³ de tierra y se han vertido unos 8360 m³ de hormigón. En marzo de 2013, una filial de Tutor Perini obtuvo la licitación de la obra. La torre es la primera pieza del complejo Hudson Yards en ser construida, debido a que es la única que no se asienta en la plataforma artificial instalada sobre West Side Yards.
En marzo de 2014, 10 Hudson Yards alcanza los 30 m de altura. En febrero de 2015, ya se han completado 27 plantas de 10 Hudson Yards. En abril de 2015, se habían completado 32 de las 52 plantas del edificio. En julio de 2015, 10 Hudson yards se coronó estructuralmente. La torre fue inaugurada el 31 de mayo de 2016, con el traslado de los primeros 300 empleados de Coach, Inc..
La fachada sur de 10 Hudson Yards se alza en voladizo sobre un ramal de la Calle 30 del High Line y una de las entradas del edificio se ubica en la High Line. El estudio de arquitectura que han proyectado 10 Hudson Yards son Kohn Pedersen Fox.
El proyecto ocupa una superficie mayor que el Rockefeller Center y cuando esté completo será dos veces mayor que el World Trade Center. Se considera la última construcción a gran escala en Manhattan.

### Inquilinos
El inquilino principal del edificio es la empresa de moda de lujo Tapestry (Coach, Inc., Kate Spade y Stuart Weitzman) ocupando 68 500 m² entre las plantas 9 y 24 de la torre, convirtiéndose en su nueva sede central. Otros arrendatarios son L'Oreal USA y SAP, ocupando 37 300 m² y 10 700 m², respectivamente. Fairway, una cadena de supermercados de la zona, iba a instalar una tienda en las plantas bajas del edificio, ocupando 4300 m². VaynerMedia también instalará su sede aquí. Facebook y KKR también ocupan superficie en la torre.
En los bajos del edificio se encuentra el denominado Mercado Little Spain, un mercado gastronómico de productos típicos de la cocina española puesto en marcha por el conocido cocinero José Andrés y los hermanos Albert y Ferrán Adriá.

### Dificultades
Desde la pandemia por COVID-19 el desarrollo final del complejo Hudson Yards atraviesa problemas económicos que han ralentizado el avance de las obras.

## Galería

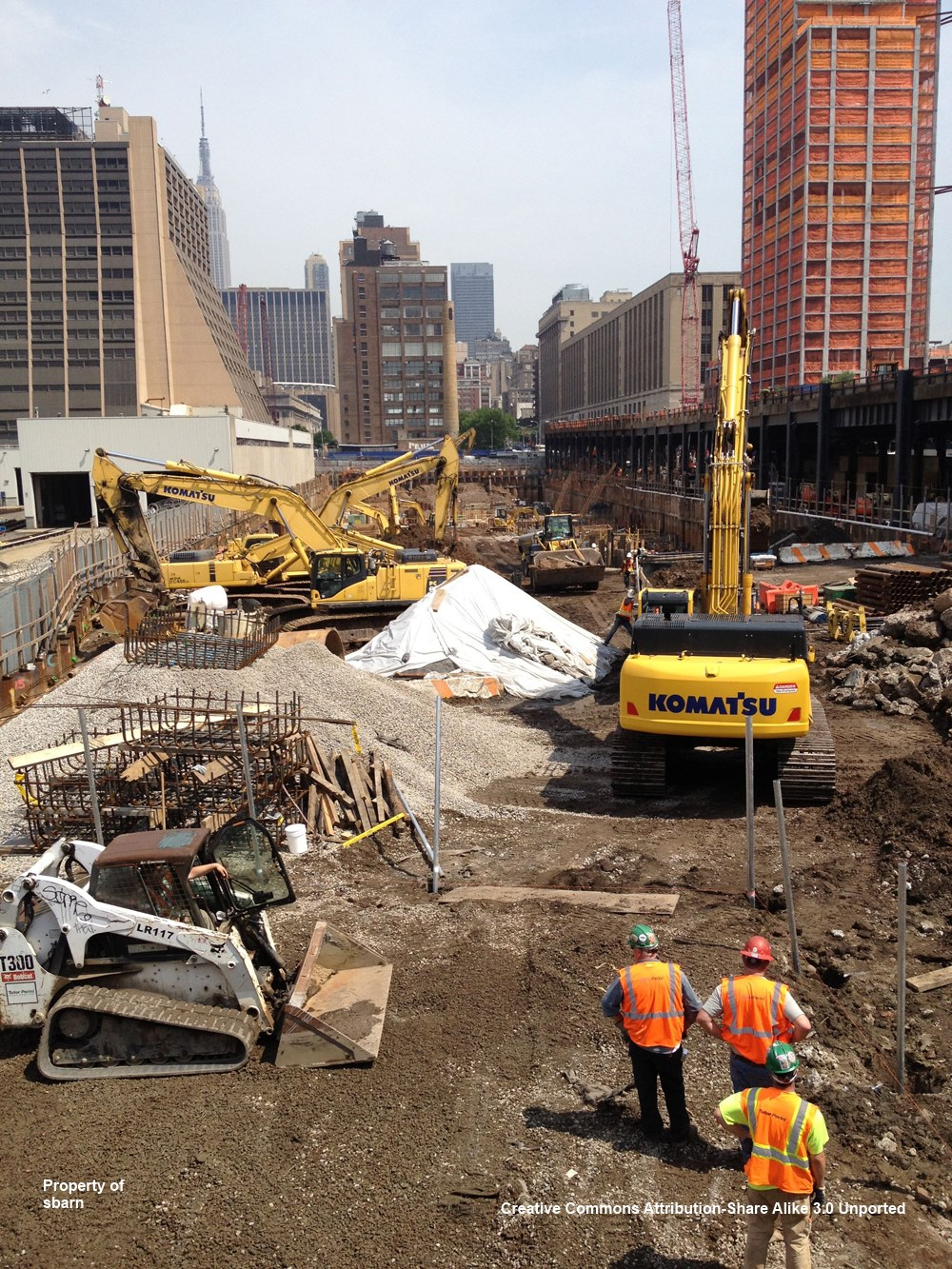
Mayo de 2013
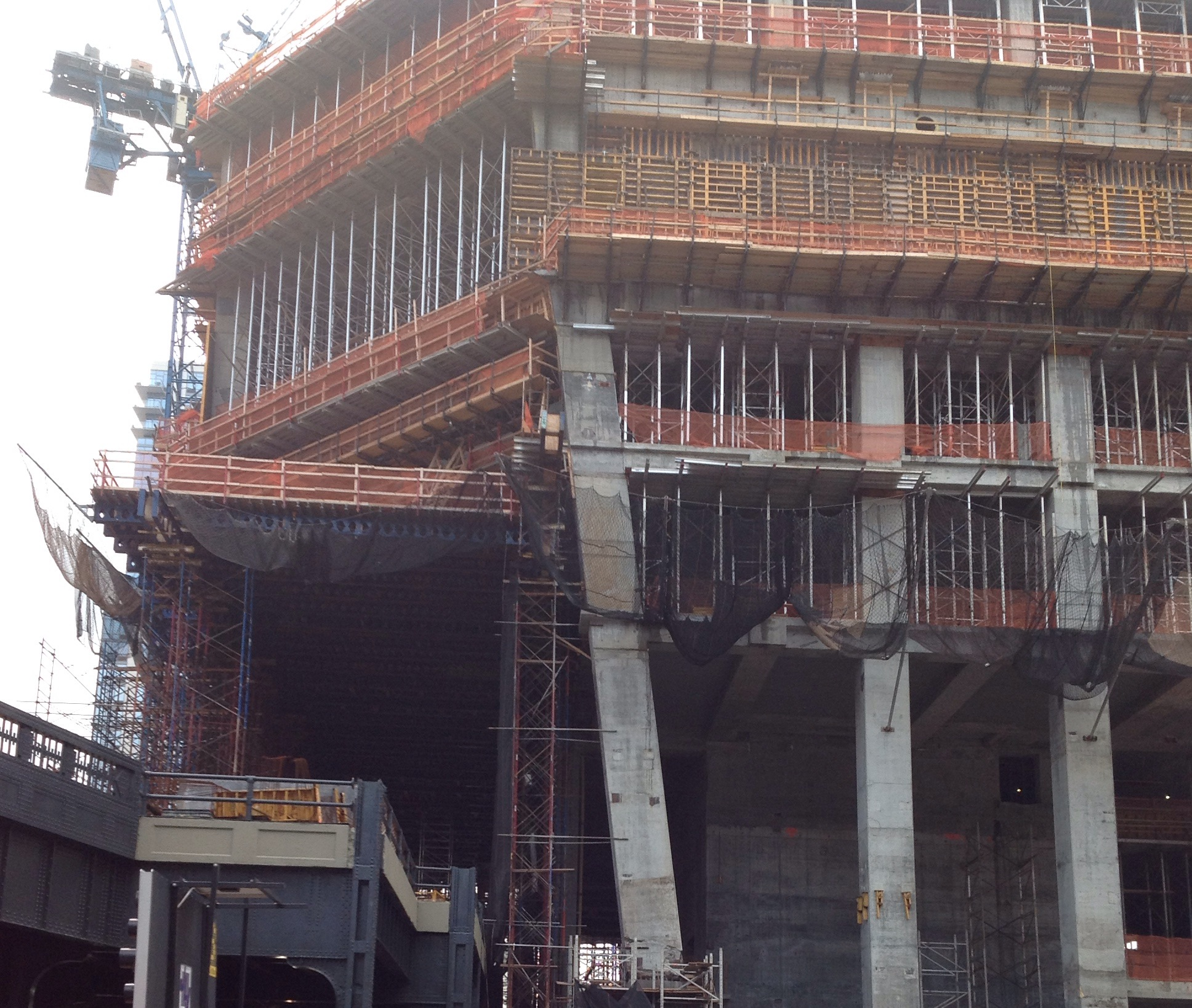
Junio de 2014
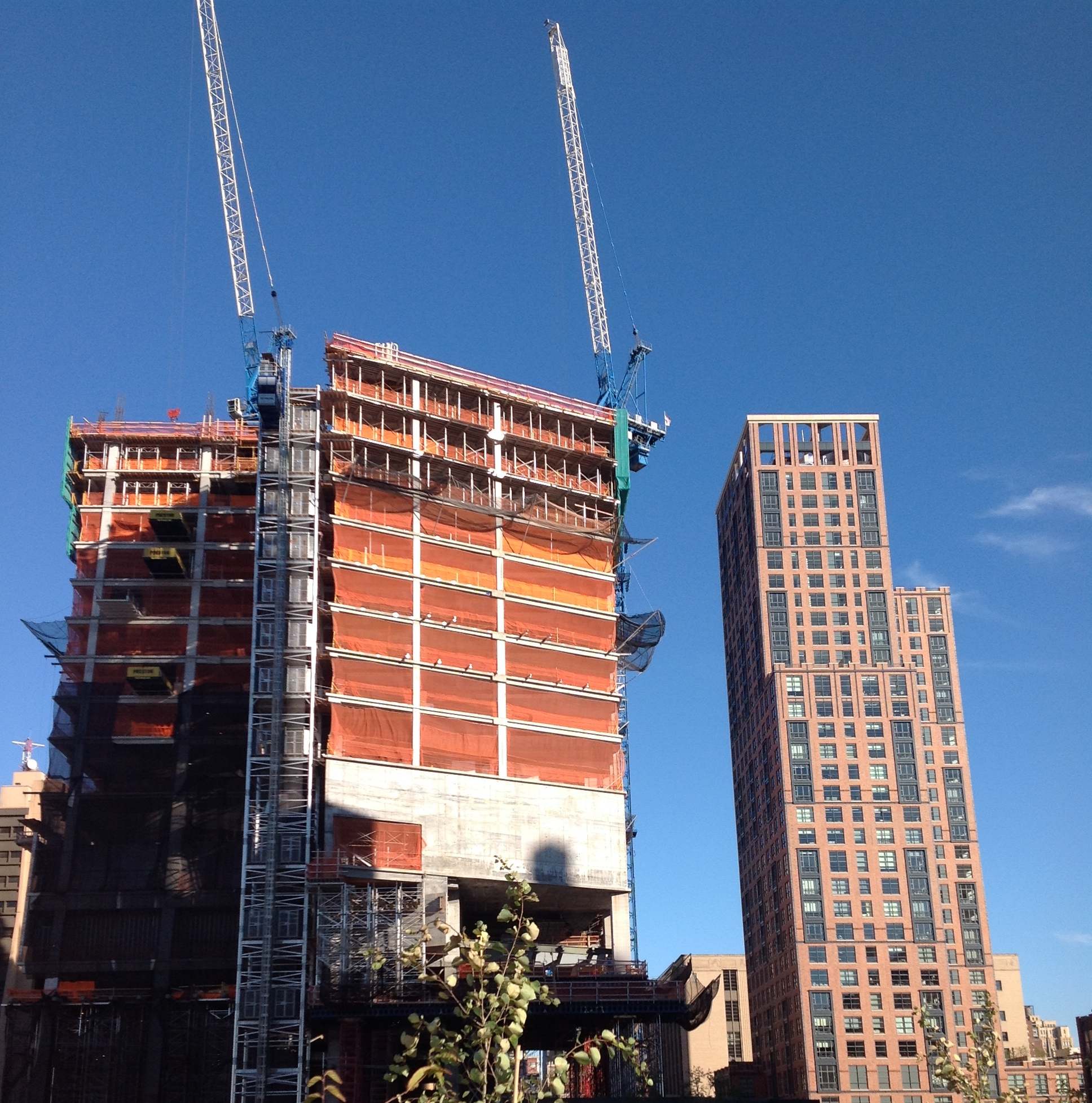
Septiembre de 2014
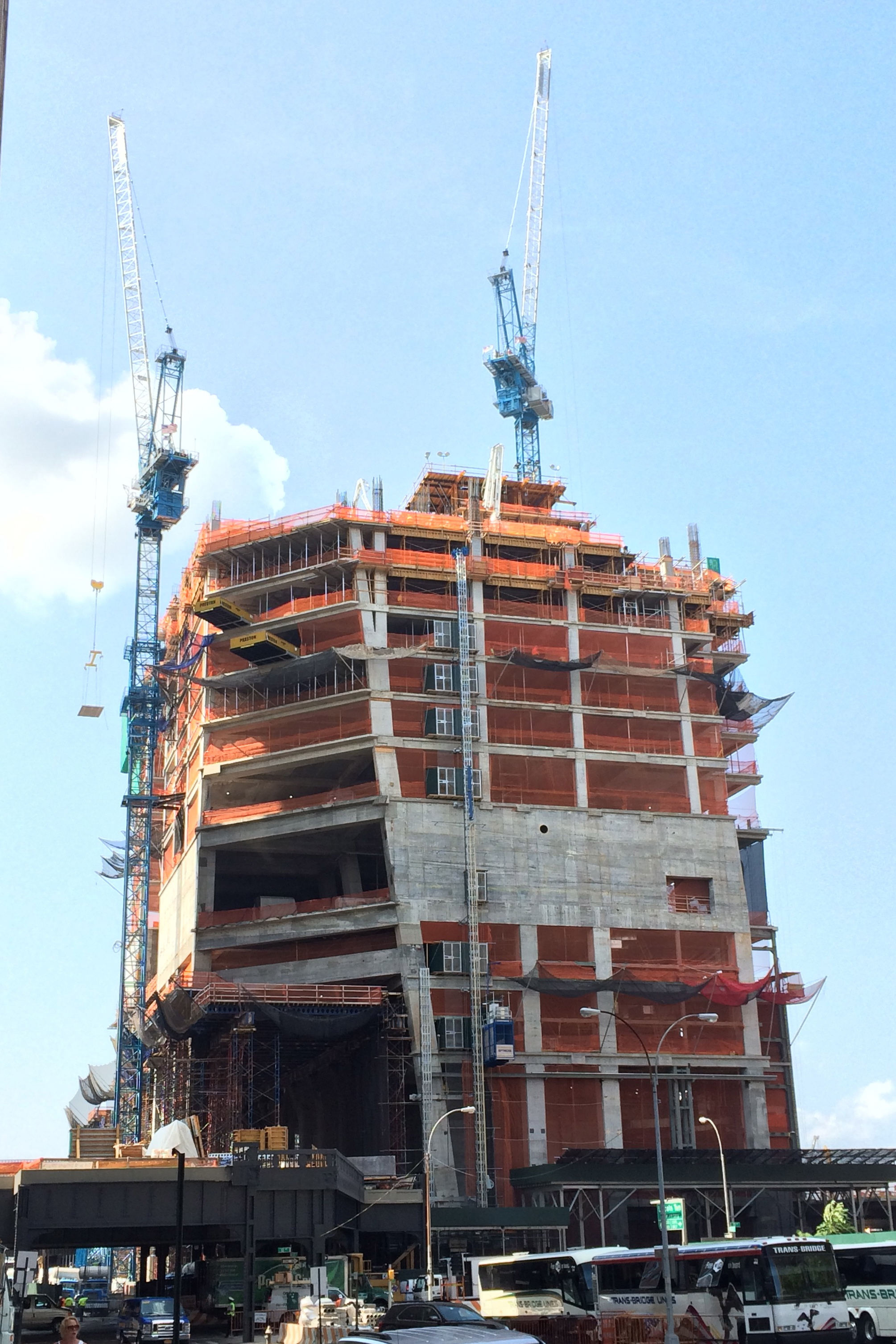
Septiembre 2014
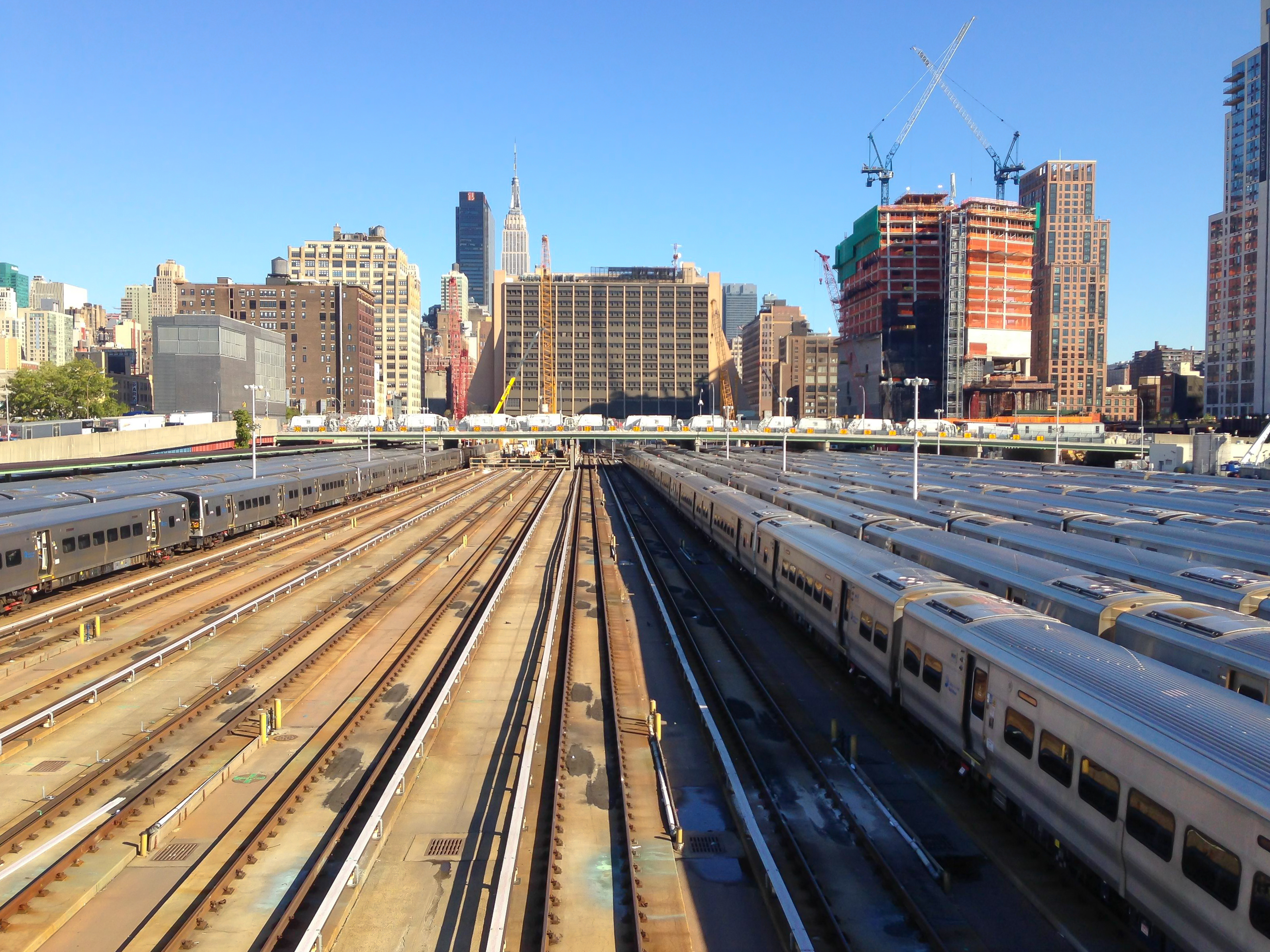
Septiembre de 2014
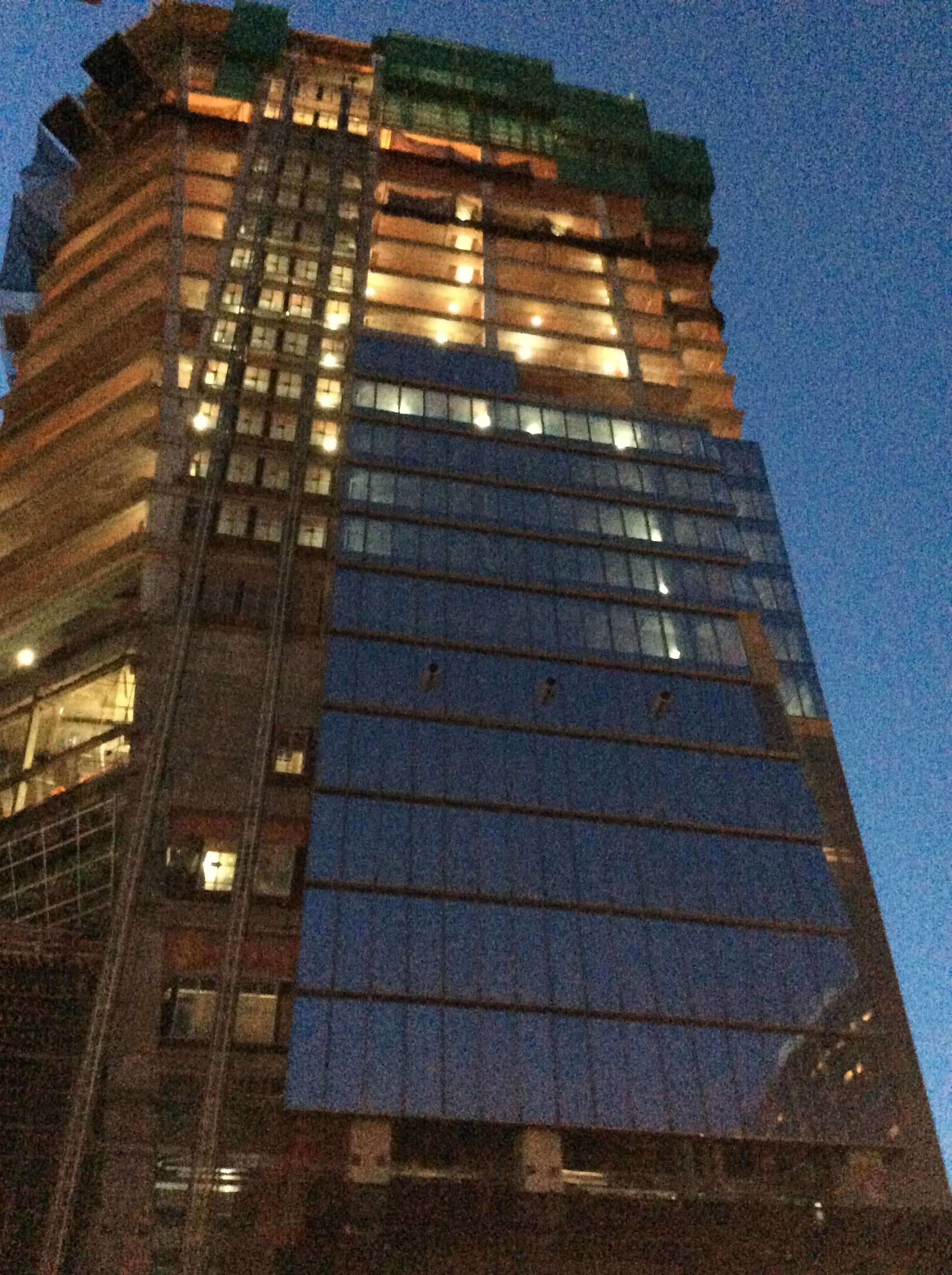
Diciembre de 2014
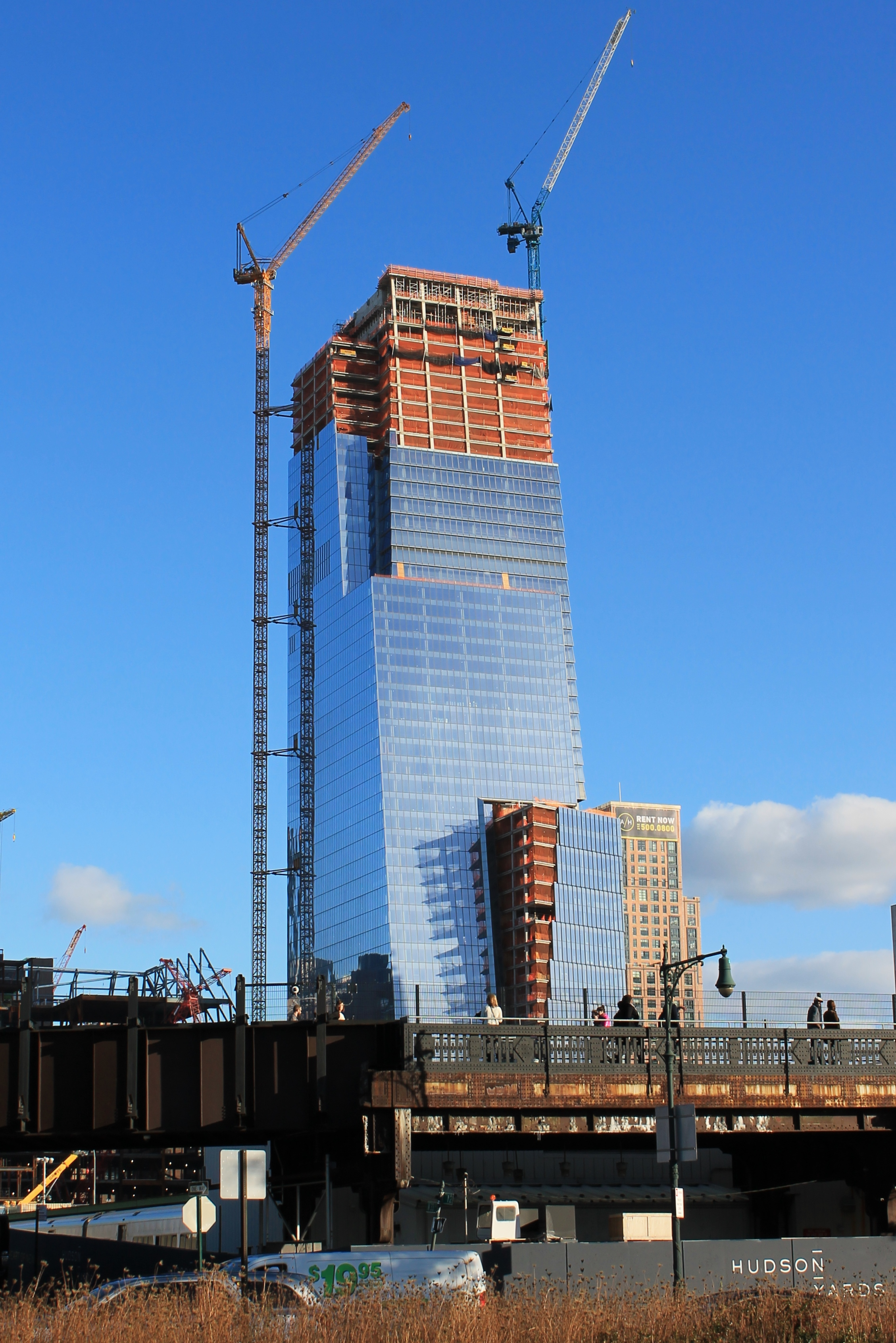
Octubre de 2015
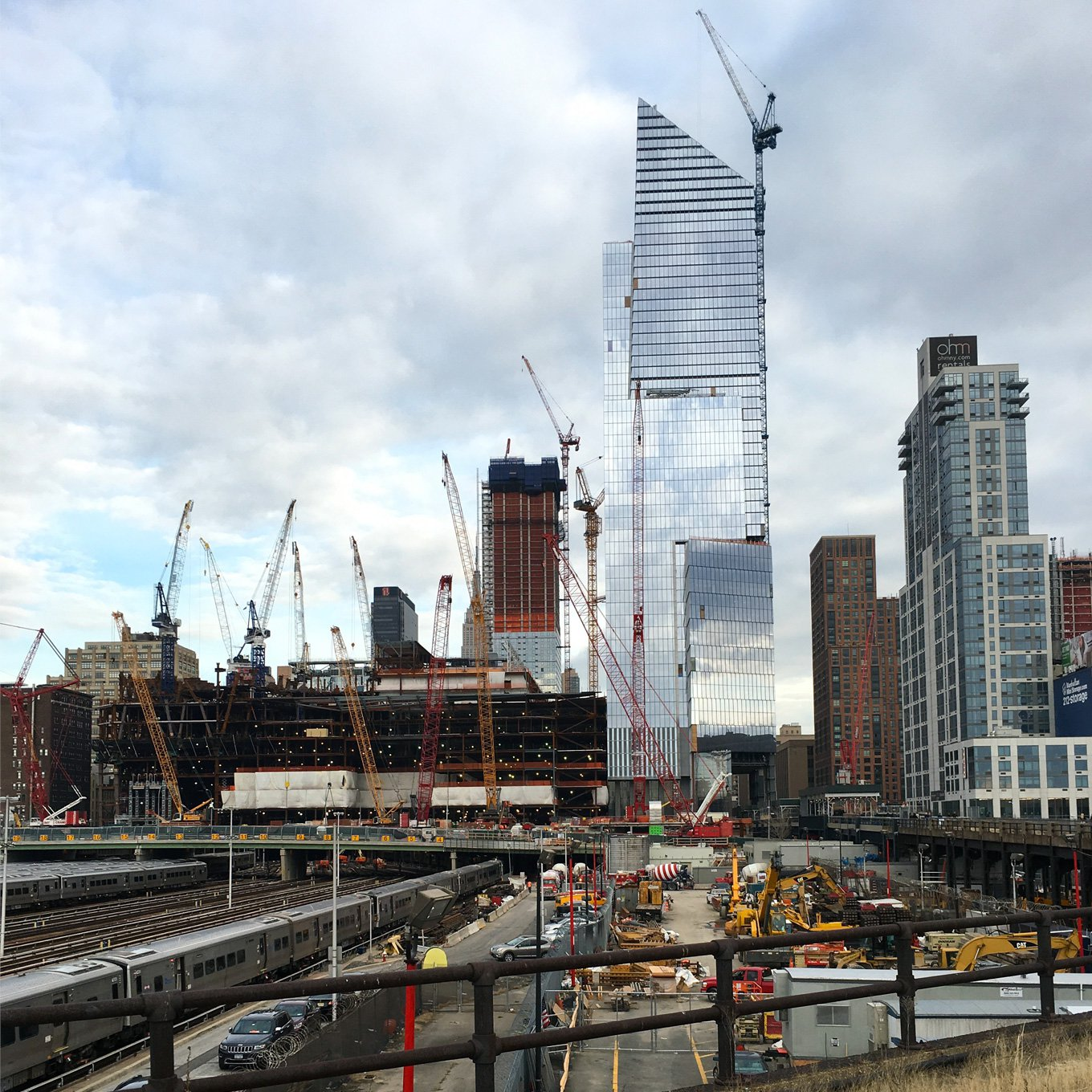
Abril de 2016

## Para más información
- Arak, Joey. "Brookfield Properties Goes Splittsville" en Curbed.com (19 de noviembre de 2007) (en inglés)
- Chaban, Matt. "Scaling the Towers of Hudson Yards" en New York Observer (12 de julio de 2011) (en inglés)
- Davidson, Justin. "From 0 to 12 Million Square Feet" New York (7 de octubre de 2012). (en inglés)
- Samtani, Hiten. "Anatomy of a deal: Inside Related/Oxford’s unusual financing of Hudson Yards" en The Real Deal (16 de agosto de 2013) (en inglés)
- Sheftell, Jason. "New York City officials, developers to break ground on $15 billion mini-city Hudson Yards" New York Daily News (4 de diciembre de 2012) (en inglés)